# Опава (футбольний клуб)
«Опава» (чеськ. Slezský fotbalový club Opava a.s.) — чеський футбольний клуб з однойменного міста, заснований в 1907 році. Домашні матчі проводить на стадіоні «Міський», місткістю 7547 глядачів. Найвищим досягненням клубу в чемпіонатах Чехії є 6-те місце в сезоні 1995/96, а також фінал Кубка Чехії у сезоні 2016/17.

## Колишні назви
- 1907 — Троппауер ФВ (нім. Troppauer Fussballverein)
- 1909 — ДСВ Троппау (нім. Deutscher Sportverein Troppau)
- 1939 — НСТГ Троппау (нім. Nationalsozialistische Turngemeinde Troppau)
- 1945 — СК Слезан Опава (чеськ. Sportovní klub Slezan Opava)
- 1948 — Сокол Слезан Опава (чеськ. Sokol Slezan Opava)
- 1950 — ЗСЄ СПЄП Опава (чеськ. Základní sportovní jednota Svaz průmyslu jemného pečiva Opava)
- 1953 — ТЄ Їскра Опава (чеськ. Tělovýchovná jednota Jiskra Opava)
- 1954 — ТЄ Татран Опава (чеськ. Tělovýchovná jednota Tatran Opava)
- 1955 — ДСО Банік Опава (чеськ. Dobrovolná sportovní organizace Baník Opava)
- 1958 — ТЄ Острой Опава (чеськ. Tělovýchovná jednota Ostroj Opava)
- 1990 — ФК Острой Опава (чеськ. Fotbalový klub Ostroj Opava)
- 1994 — ФК Каучук Опава (чеськ. Football Club Kaučuk Opava)
- 1998 — СФК Опава (чеськ. Slezský fotbalový club Opava)

## Статистика виступів

### Виступ у єврокубках
| Сезон | Турнір          | Раунд          | Суперник      | Рахунок | Результат |
| ----- | --------------- | -------------- | ------------- | ------- | --------- |
| 1996  | Кубок Інтертото | Груповий раунд | КАМАЗ-Чалли   | 1 : 2   |           |
| 1996  | Кубок Інтертото | Груповий раунд | Спартак Варна | 1 : 2   |           |
| 1996  | Кубок Інтертото | Груповий раунд | Мюнхен 1860   | 0 : 2   |           |
| 1996  | Кубок Інтертото | Груповий раунд | Лодзь         | 3 : 0   |           |

* Домашні ігри виділені жирним шрифтом

## Досягнення
- Фіналіст Кубка Чехії: 2016/17